# Remetalces I
Cayo Julio Remetalces (en griego antiguo: Γάιος Ἰούλιος Pοιμητάλκης, romanizado: Caius Julius Rhoemetalces), más conocido por el nombre de Remetalces I (en griego antiguo: Pοιμητάλκης Αʹ, romanizado: Rhoemetalces), muerto en el año 12, fue un rey tracio de los sapeos y odrises. Reinó sobre los sapeos desde el año 31 o 15 a. C. y sobre los odrises desde el 11 a. C. hasta su muerte en el año 12 d. C.
Fue contemporáneo a los inicios del Imperio romano, probablemente sea hijo de su predecesor Cotis VI (o tal vez Cotis V) y el padre de su sucesor Cotis VIII, así como cuñado del príncipe asteano Cotis VII y tío así como más tarde tutor y guardián del príncipe asteano y rey de Odrises Rescúporis II.

## Biografía

### Inicios
Durante la guerra civil que siguió al segundo triunvirato, Remetalces se puso del lado de Marco Antonio contra Octaviano. Después de la batalla de Actium en el 31 a. C., se cambió de bando.
Alrededor del 18 a. C., Cotis VII, entonces príncipe asteano de los tracios y rey de los odrises, cuñado de Remetalces, muere, y este último se convierte en tutor de sus hijos, incluido Rescúporis II, el nuevo rey.

### Lucha contra los besos
Los besos, pueblo de Tracia, que permanecía independiente de Roma, atacaron las provincias tracias aliadas del Imperio romano bajo el liderazgo de Volgaisos, sumo sacerdote del santuario de Dioniso en los montes Hemo. Los bárbaros son repelidos por un ejército romano ayudado por sus aliados tracios. Entre los años 13 y 11 a. C., Remetalces y su sobrino Rescúporis son atacados nuevamente por los besos. Este ataque es más contundente que el anterior y Rescúporis es derrotado y asesinado. Remetalces también fue derrotado pero logró huir, refugiándose en el Quersoneso. Toda Tracia quedó entonces en manos de los besos que incluso atacaron las provincias romanas de Asia y Macedonia.
Fue el gobernador de la provincia romana de Panfilia, Lucio Calpurnio Pisón, quien fue enviado a Tracia contra los besos como legado propretor. Derrotados en una primera batalla, los romanos lograron recuperar la ventaja y derrotar a las besos y sus aliados. Pisón, sin embargo, tardará tres años en pacificar la región y poner fin definitivamente a la revuelta. Por sus éxitos, el Senado le concedió los honores del triunfo (ornamental triunfalia).

### Rey de los odrises
Una vez destruidos los besos, Augusto confió el reino tracio de los odrises a Remetalces, pues el reino no tenía soberano desde la muerte del rey asteano, Rescúporis II. Parte de las tierras de los asteanos quedan anexadas a Roma. Todo lo que queda es el reino odrisio en Tracia, liderado por los príncipes sapeos.
En 6, durante la gran revuelta ilírica, se unió a las fuerzas romanas para luchar contra los dálmatas y panonios. Remetalces luchó contra ellos especialmente en Macedonia e incluso logró matar a uno de los tres líderes de la revuelta, un tal Baton. Augusto le agradece estos servicios con diversas recompensas. El rey tracio tomó como nombre de pila Cayo Julio, y alrededor del año 9 fue nombrado arconte epónimo de Atenas.

### Sucesión y posteridad
El rey Remetalces murió hacia el año 12 y sus Estados, aliados de Roma, quedaron divididos en dos partes, que se repartieron entre el hijo y el hermano del difunto rey, Cotis VIII y Rescúporis III en obsequio por los servicios prestados en la gran revuelta ilírica. Cotis recibe la región cercana a la costa y las colonias griegas. Rescúporis, el interior traciano, más salvaje e inculto, expuesto a ataques hostiles de los pueblos vecinos y recientemente transformado en la provincia romana de Mesia. Rescúporis decide apoderarse de las tierras de su sobrino, encarcelándolo y luego matándolo para enfrentarse a Tiberio, quien pide cuentas a éste con las dos legiones acantonadas en Macedonia. Rescúporis es juzgado y condenado por Roma y el reino de Tracia se divide entre Remetalces II, hijo de Rescúporis, que se opuso abiertamente a los planes de su padre, y los hijos pequeños de Cotis, Cotis IX, luego Remetalces III, en cuyo nombre fue nombrado regente el propretor Titus Trebellenus Rufus. Por parte de Roma, la zona de Mesia será designada como nuevo acuartelamiento de las dos legiones hasta entonces destinadas en Macedonia.

## Familia

### Matrimonio e hijos
Desde su matrimonio con Pithodoris tuvo:
- Cotis VIII.

### Ascendencia
| \| \| \| \| \| \| \| \| \| \| \| \| \| \| \| \| \| \| \| \| 16. Remetalces \| \| \| \| \| \| \| \| \| \| \| \| \| \| \| \| \| \| \| \| \| \| \| \| \| \| \| \| \| \| \| \| \| \| \| \| \| \| \| \| \| \| \| \| \| \| \| \| \| \| \| \| \| \| 8. Cotis I \| \| \| \| \| \| \| \| \| \| \| \| \| \| \| \| \| \| \| \| \| \| \| \| \| \| \| \| \| \| \| \| \| \| \| \| \| \| \| \| \| \| \| \| \| \| \| \| \| \| \| \| \| \| 4. Rescúporis I \| \| \| \| \| \| \| \| \| \| \| \| \| \| \| \| \| \| \| \| \| \| \| \| \| \| \| \| \| \| \| \| \| \| \| \| \| \| \| \| \| \| \| \| \| \| \| \| \| \| \| \| \| \| 2. Cotis VI \| \| \| \| \| \| \| \| \| \| \| \| \| \| \| \| \| \| \| \| \| \| \| \| \| \| \| \| \| \| \| \| \| \| \| \| \| \| \| \| \| \| \| \| \| \| \| \| \| \| \| \| \| \| 1. Remetalces I \| \| \| \| \| \| \| \| \| \| \| \| \| \| \| \| \| \| \| \| \| \| \| \| \| \| \| \| \| \| \| \| \| \| \| \| \| \| \| \| \| \| \| \| \| \| \| \| \| \| \| \| |                 |  |  |  |  |  |  |  |  |  |  |  |  |  |  |  |
| |                 |  |  |  |  |  |  |  |  |  |  |  |  |  |  |  |
| | 16. Remetalces  |  |  |  |  |  |  |  |  |  |  |  |  |  |  |  |
| |                 |  |  |  |  |  |  |  |  |  |  |  |  |  |  |  |
| |                 |  |  |  |  |  |  |  |  |  |  |  |  |  |  |  |
| | 8. Cotis I      |  |  |  |  |  |  |  |  |  |  |  |  |  |  |  |
| |                 |  |  |  |  |  |  |  |  |  |  |  |  |  |  |  |
| |                 |  |  |  |  |  |  |  |  |  |  |  |  |  |  |  |
| | 4. Rescúporis I |  |  |  |  |  |  |  |  |  |  |  |  |  |  |  |
| |                 |  |  |  |  |  |  |  |  |  |  |  |  |  |  |  |
| |                 |  |  |  |  |  |  |  |  |  |  |  |  |  |  |  |
| | 2. Cotis VI     |  |  |  |  |  |  |  |  |  |  |  |  |  |  |  |
| |                 |  |  |  |  |  |  |  |  |  |  |  |  |  |  |  |
| |                 |  |  |  |  |  |  |  |  |  |  |  |  |  |  |  |
| | 1. Remetalces I |  |  |  |  |  |  |  |  |  |  |  |  |  |  |  |
| |                 |  |  |  |  |  |  |  |  |  |  |  |  |  |  |  |
| |                 |  |  |  |  |  |  |  |  |  |  |  |  |  |  |  |